# Yaogan 2
Yaogan 2 (ch. 遥感卫星二号) – chiński satelita poszukiwawczy i naukowy. Według oficjalnych informacji, służy badaniom naukowym, monitoringowi lądu, głównie rolnictwa i klęsk żywiołowych. Poprzedni statek tej serii, Yaogan 1, okazał się później wojskowym satelitą zwiadu radarowego. Umieszczony został na orbicie synchronicznej ze Słońcem.